# 유홍기 (582년)

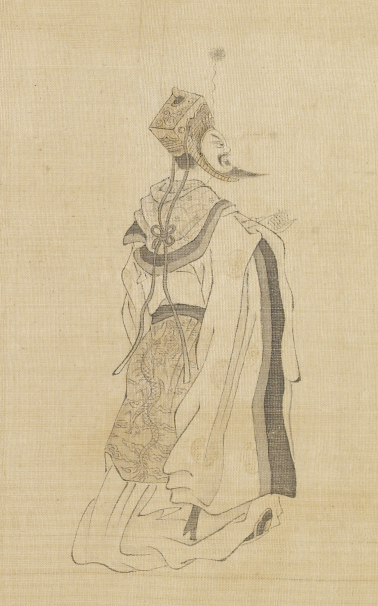
유홍기

유홍기(劉弘基 582년 ~ 650년)는 중국 당(唐)나라의 군인이다. 본관은 옹주(雍州) 지양(池陽)현 사람이다. 능연각 24공신(凌煙閣二十四功臣)의 한 사람이기도 하다.

## 생애
수(隨)의 하주(河州-지금의 간쑤성(甘肅省) 린샤 시(臨夏))자사 유승(劉昇)의 아들로 태어났다. 유홍기는 어려서부터 소행이 나쁘고, 협객과 교우하고 가정을 돌보지 않았다. 부친의 음관으로 우훈시(右勲侍)에 임명되었다. 수 대업(大業) 말년, 고구려 원정(高句麗 遠征)을 피하고, 부대의 군사와 소를 죽이고 관리를 비판하다가 포박되었다. 1년 여 후에 석방이 된 후, 태원(太原)에 와서 당국공(唐國公) 이연(李淵)을 섬겼다. 이후 이세민(李世民)에게 발탁되어 신뢰를 받았다. 서기 617년, 이연이 태원에서 거병을 하자 유홍기는 병사를 모집해 2천 명을 모았다. 왕위(王威), 고군아(高君雅) 등이 이연의 행동을 의심하자, 유홍기와 장손순덕(長孫順德)은 이연을 재촉해 왕위와 고군아 등을 사로잡았다. 거병 후 서하(西河)를 공격해 송노생(宋老生)을 격파한 공으로 우광록대부(右光綠大夫)에 임명되었다. 당군이 포주(蒲州)에 도착해 맨 앞장을 서서 황하를 건너 풍익(馮翊)을 떨어뜨렸다.
그 후, 위북도대사(渭北道大使)가 되어 은개산(殷開山)을 보좌했다. 이어 부풍군(扶風郡)을 둘러싸고 위수를 건너 장안고성에 이르렀다. 수나라 장수 위문승(衛文昇)의 공격에 대응해 승리했으며 이때 수나라의 다른 장수인 굴돌통(屈突通)도 사로잡았다. 장안이 평정되고 당나라가 건국되자 제일가는 공적을 인정받아 우효위대장군(右驍衛大將軍)에 임명되었다.
당나라군이 설거(薛擧-수나라 중국 군웅의 한사람)를 공격해 천수원(淺水原)에서 싸울 때 여덟 명의 총관이 이끌던 군대는 모두 궤멸되었지만 유홍기의 군대는 잔존해 있었다. 그러나 화살이 떨어져 설거에게 잡혔다. 618년, 설거가 죽고 그의 아들 설인고(薛仁杲)가 당나라에 평정되면서 유홍기는 귀국해 원래의 관에 복귀했다. 619년, 유무주(劉武周)가 태원을 공격했을 때, 유홍기는 평양에 주둔하며 저항했으나 사로잡혔다. 그 후 자력으로 탈출해서 귀환하였다. 좌일총관(左一總管)에 임명되었다. 620년, 진왕(秦王) 이세민을 따라 백벽(柏壁)에 주둔했다. 정예 2천 명을 이끌고 습주(隰州)에서 서하를 향해 유무주의 귀로를 막고 용전했다. 이어 송금강(宋金剛)을 격파하고 임국공(任國公)에 봉해졌다. 622년 유흑달(劉黑闥)에 대한 정벌에 종군한 공으로 정월장군(井鉞將軍)에 임명되었다. 돌궐에 대한 방비를 위해 유주(幽州)의 북동쪽인 자오령(子午嶺)에서 서쪽 임경(臨涇)에 이르는 경계선을 지켰다.
626년, 현무문의 변이 일어나자 진왕 이세민의 휘하에서 세민을 황제로 옹립하는 데 공을 세웠다. 그러나 이듬해인 627년, 이효상(李孝常)과의 교우가 있었기 때문에 모반죄에 연좌되어 서민으로 떨어졌다. 1여 년후 복귀해 역주자사(易州刺史)가 되어 작위를 회복하고 소환되어 위위경(衛尉卿)에 임명되었다. 635년, 기국공(夔國公)에 개봉되었으며 노년에 보국대장군(輔國大將軍)에 임명되었다. 그 후, 당태종이 고구려 원정군을 일으키자 전군대총관(前軍大總管)에 임명되어 주필산(駐蹕山)에서 싸웠다. 650년, 1100호(戸)에 가봉(加封)되었고, 곧 세상을 떠났다. 개부의동삼사{(開府儀同三司)-수,당시대에 글을 쓰게 하는 산관(散官), 정일품(正一品)} 병주도독(幷州都督)에 추증되고 소릉(昭陵)에 배장(陪葬)되었다. 시호는 양(襄)이다.
아들 유인실(劉仁実)이 뒤를 이었다.